# Praiseband
Een praiseband (of aanbiddingsband) verzorgt de muziek tijdens samenkomsten in sommige christelijke kerken.  Het doel van een praiseband is om de gemeente voor te gaan in lofprijzing en aanbidding via de muziek (aanbiddingsmuziek) en het voorzingen. De naam praiseband is samengesteld uit praise (Engels voor prijzen, loven) en band (Engels voor muziekgroep).
De frontman/frontvrouw van een praiseband wordt vaak aanbiddingsleider, zangleider of worship leader genoemd.

## Soorten
De term praiseband is een tamelijk algemene benaming voor een muziekgroep die christelijke zangbijeenkomsten begeleidt. Hoewel de scheidslijn tussen de verschillende soorten praisebands in sommige gevallen erg dun is, kunnen ze ruwweg worden onderscheiden in drie categorieën, hieronder weergegeven naar oplopende professionaliteit:
1. gelegenheidsgroepen
2. groepen met een min of meer vaste samenstelling
3. professionele groepen

### Gelegenheidspraiseband
De praiseband als gelegenheidsgroep is bijna altijd samengesteld uit leden van de eigen kerkelijke gemeente. Deze groepen hebben de meest gevarieerde samenstelling. De aanwezige instrumenten in zo'n band hangen immers af van de gemeenteleden die een instrument bespelen. Over het algemeen is er een drummer, een bassist, een of meer gitaristen, een keyboards of piano, en zo'n twee tot zes zangers en zangeressen. Afhankelijk van wat er onder de gemeenteleden voor talent voorradig is, kunnen er bijvoorbeeld ook Afrikaanse trommels, dwarsfluiten, violen of een kopersectie in de band voorkomen. De band moet beschouwd worden als 'gelegenheidsband' van mensen die het leuk vinden om in hun kerk muziek te maken en bestaand repertoire te spelen. Doorgaans heeft een praiseband niet de aspiratie om cd's te maken en commercieel door te breken met eigen nummers.

### Praisebands met min of meer vaste samenstelling
De praiseband als min of meer vaste muziekgroep is een muziekgroep met een wat vastere samenstelling. Er wordt in de gemeente gezocht naar mensen die de gewenste instrumenten bespelen. In de wat grotere gemeenten zijn er vaak meer van deze groepen, dit om te voorkomen dat mensen te vaak worden belast. Ook bij rouw- en trouwdiensten werken deze muziekgroepen mee. Dit soort vaste formaties komen vooral voor in evangelische gemeentes, maar zijn er ook in enkele gereformeerde kerken.
Een andere vorm van de min of meer vaste praisebands zijn (doorgaans interkerkelijke) groepen vrijwilligers die het als hun bediening zien om kerken en gemeenten die geen vaste muziekgroep hebben bij te staan bij de begeleiding van de samenzang. Dit vindt dan doorgaans plaats in speciale diensten als jeugd- en evangelisatiediensten.

### Professionele praisebands
De vaste praiseband is de meest professionele. Deze groepen treden vaak op en de leden ontlenen er (een deel van) hun inkomen aan. De meest succesvolle praisebands produceren ook cd's.

## Genre
Het genre wat praisebands spelen bestaat over het algemeen uit modernere kerkliederen. In Nederland en België zijn dit meestal opwekkingsliederen. Zo nu en dan (met name in de gelegenheidsgroepen) wordt ook een psalm, een gezang of een ander traditioneel kerklied gespeeld, maar dan in een modern jasje. De Psalmen voor Nu, een project wat rond 2003 gestart is om de traditionele psalmen op een modernere berijming te zetten, lenen zich ook uitstekend voor de uitvoering in een gelegenheidsgroep.

## Soorten gemeenten
In Nederland en België worden praisebands standaard aangetroffen in evangelische gemeenten. Ook in sommige traditionelere kerken komen ze voor, maar over het algemeen is er dan sprake van een uitzonderingssituatie zoals een speciale themadienst of een bruiloft. In dat soort kerken is het orgel over het algemeen nog steeds gemeengoed. Met name binnen de Nederlands Gereformeerde Kerken zijn er echter gemeentes waar een praiseband wel regelmatig voorkomt.

## Ontwikkeling
In het algemeen kan worden gesteld dat het fenomeen praiseband een verschijnsel in opmars is. Jongeren voelen zich vaak aanzienlijk minder aangetrokken tot muziekvormen van vaak honderden jaren oud.